# Unitární operátor
Unitární operátor je v matematice označení pro omezený lineární operátor {\displaystyle U:{\mathcal {H}}\rightarrow {\mathcal {K}}} splňující vztah: {\displaystyle U^{*}=U^{-1}}, tzn. adjungovaný operátor odpovídá inverznímu zobrazení. (Kde {\displaystyle {\mathcal {H}}} a {\displaystyle {\mathcal {K}}} jsou Hilbertovy prostory.)

## Vlastnosti

### Alternativní definice
Následující tvrzení jsou ekvivalentní. Vlastnosti 2. a 3. se někdy používají jako alternativní definice.
1. {\displaystyle U} je unitární, ve smyslu definovaném výše, tedy {\displaystyle U^{*}=U^{-1}}
2. {\displaystyle U} je surjektivní a je izometrií, tzn.: {\displaystyle \|Ux\|=\|x\|\ \forall x\in {\mathcal {H}}}
3. {\displaystyle U} je surjektivní a zachovává skalární součin, tzn.: {\displaystyle \langle x,y\rangle =\langle Ux,Uy\rangle \ \forall x,y\in {\mathcal {H}}}

Důkaz:
{\displaystyle (1.)\Rightarrow (3.)\Rightarrow (2.)}
{\displaystyle U^{*}=U^{-1}\Rightarrow \langle x,x\rangle =\langle U^{-1}Ux,x\rangle =\langle U^{*}Ux,x\rangle =\langle Ux,Ux\rangle \Rightarrow \|x\|=\|Ux\|}
Protože platí {\displaystyle U^{**}=(U^{-1})^{*}=(U^{*})^{-1}}, je {\displaystyle U^{*}} též unitární. Proto je unitární zobrazení vždy bijektivní a tedy i surjektivní.
{\displaystyle (2.)\Rightarrow (1.)}
Označme {\displaystyle I} identické zobrazení a připomeňme, že: {\displaystyle \|x\|^{2}=\langle x,x\rangle }.
{\displaystyle \langle Ix,x\rangle =\langle x,x\rangle =\langle Tx,Tx\rangle =\langle T^{*}Tx,x\rangle \ \forall x\in {\mathcal {H}}\Rightarrow I=T^{*}T}
Z čehož máme: {\displaystyle TT^{*}=TT^{*}TT^{-1}=TIT^{-1}=TT^{-1}=I\Rightarrow T^{*}=T^{-1}}. ∎

### Další vlastnosti
Unitární zobrazování je někdy považováno za zobecnění komplexní jednotky pro Hilbertovy prostory, mimo výše uvedené izometrie má je ještě tyto podobné vlastnosti:
- Složené zobrazení dvou unitárních zobrazení je unitární zobrazení.
- Vlastní čísla unitárního operátoru jsou komplexní jednotky.
- Unitární operátor komutuje se svým sdruženým operátorem, je takzvaně normální. Z toho podle věty o spektrálním rozkladu plyne, že jeho vlastní vektory jsou ortogonální. Lze z nich tedy sestrojit ortonormální bázi {\displaystyle {\mathcal {K}}}.
- Pro Hilbertovy prostory konečné dimenze lze unitární zobrazení reprezentovat maticí {\displaystyle n\times n}, jejíž sloupcové vektory tvoří ortonormální bázi {\displaystyle \mathbb {C} ^{n}}. Platí i opačná implikace: Matice s touto vlastností reprezentuje unitární zobrazení. Stejná vlastnost platí i pro řádkové vektory.

## Příklady
- Identické zobrazení je triviální případ unitárního operátoru.
- Rotace v {\displaystyle \mathbb {R} ^{n}}.
- V množině komplexních čísel násobení komplexní jednotkou.
- Fourierova transformace v prostoru L2(ℝ).
- {\displaystyle \exp {(iH)}}, kde {\displaystyle H} je hermitovský operátor a {\displaystyle \exp {}} značí exponenciálu operátoru.